# Samswegen
Samswegen ist ein Ortsteil der Gemeinde Niedere Börde im Landkreis Börde in Sachsen-Anhalt. Der Ortsteil liegt an der Ohre.

## Geschichte
Samswegen war eine eigenständige Gemeinde und wurde am 1. Januar 2004 durch den freiwilligen Zusammenschluss mit sieben weiteren Gemeinden in die neugebildete Einheitsgemeinde Niedere Börde eingegliedert. Erstmals wurde der Ort urkundlich 992 erwähnt.

## Politik

### Wappen
Das Wappen wurde am 13. Januar 1997 durch das Regierungspräsidium Magdeburg genehmigt.
Blasonierung: „Grün über Rot durch einen silbernen, gewellten Leistenstab geteilt; oben ein silberner Eichenzweig mit drei Blättern und zwei aufrechten gestielten Eicheln, unten zwei silberne, mit den Spitzen nach oben gekreuzte Senseneisen.“
Die Gemeindefarben sind Grün - Rot.
Den Norden der Gemarkung Samswegen mit seinen Wäldern und der angrenzenden Heide symbolisiert der grüne Untergrund des Wappens sowie die Eicheln mit dem Laub. Die südliche Hälfte ist dagegen sehr stark geprägt durch die Börde mit der traditionellen Landwirtschaft. Ausdruck dafür sind die gekreuzten silbernen Sensenblätter. Der mittlere silberne Wellenbalken, der den Fluss Ohre darstellt, trennt symbolisch die Heide von der Börde.

## Bauwerke

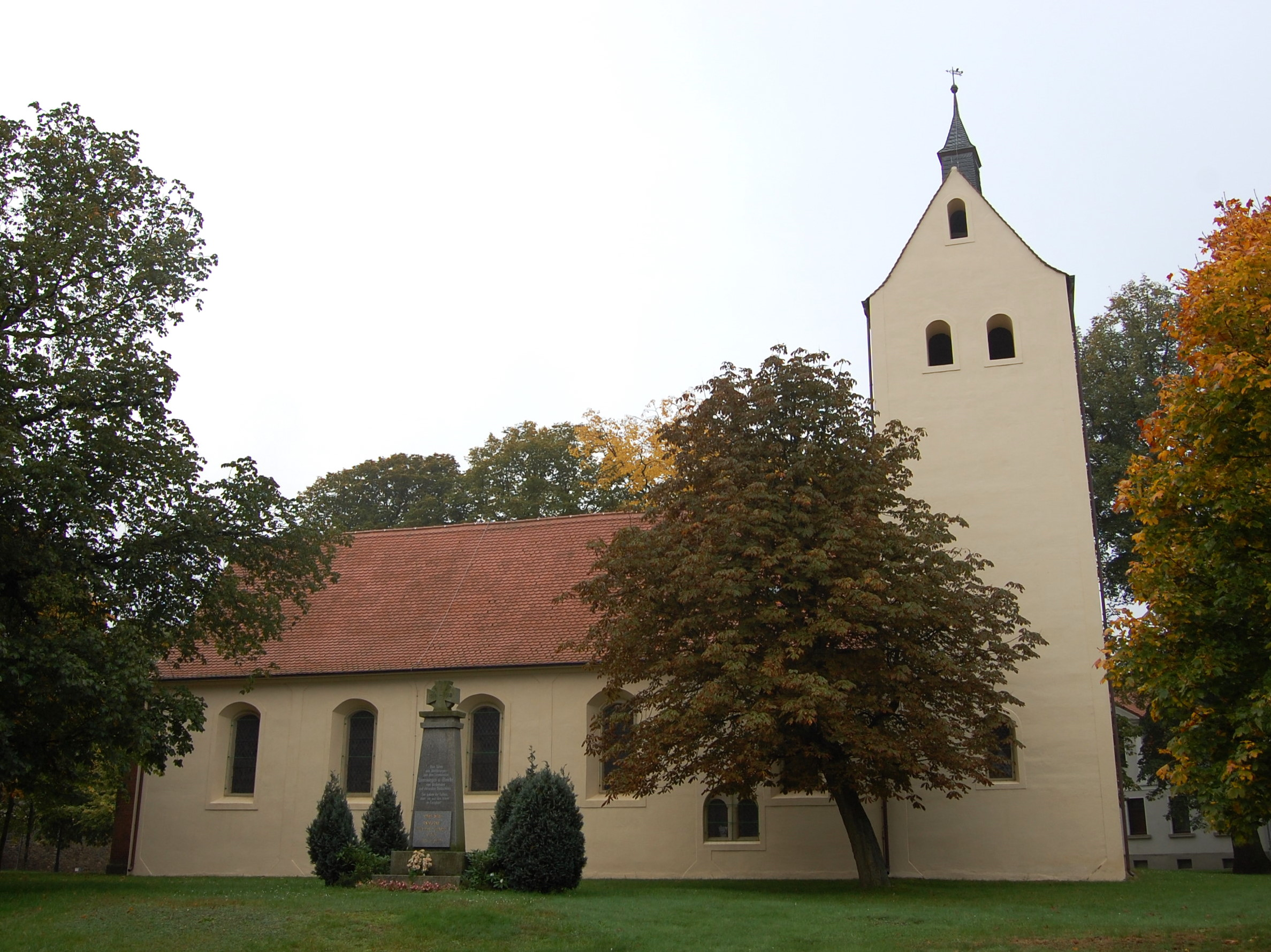
St. Sebastian in Samswegen

In Samswegen befindet sich die im Kern bis auf das 12. Jahrhundert zurückgehende Dorfkirche St. Sebastian.

## Sport
Die Gewichtheber des SSV Samswegen wurden 2006 und 2007 deutscher Mannschaftsmeister.

## Persönlichkeiten
Der deutsche Mineraloge Hans-Joachim Bautsch (1929–2005) wurde in Samswegen geboren. Auch der Gewichtheber Günter Schliwka (1956–2023) und der Genremaler Hermann Werner (1816–1905) stammten aus dem Ort.
Hans-Jochen Tschiche, DDR-Bürgerrechtler und später Landtagsabgeordneter für Bündnis 90/Die Grünen lebte über längere Zeit in Samswegen.